# Langue des signes péruvienne
La langue des signes péruvienne (en espagnol : lengua de señas peruana ou lenguaje de señas peruano, LSP) , est la langue des signes utilisée par les personnes sourdes et leurs proches au Pérou.

## Histoire
En 2010, la loi no 29535 reconnait officiellement la LSP. Elle incite à l'utiliser dans l'éducation, établit que des interprètes gratuits doivent être fournis par les institutions publiques et privées lorsque cela est nécessaire et promeut la formation des interprètes.

## Caractéristiques
Wittmann classe la LSP comme un isolat (« protoype »), mais elle est aussi liée à la langue des signes américaine.
Des différences lexicales peuvent exister entre les différentes régions et entre les générations. Il existe un alphabet manuel pour épeler les mots.

## Utilisation
Les personnes sourdes du Pérou ont des niveaux de connaissance très différents : une partie sait lire et écrire, d'autres un peu, certaines pas du tout ; il y en a qui connaissent la langue des signes, d'autres non ; quelques-unes peuvent lire sur les lèvres et d'autres pas ; certains utilisent une combinaison de langue des signes et de la voix pour communiquer et pas d'autres ; certaines personnes utilisent des dispositifs d'amplification tels que les prothèses auditives et d'autres pas. Une partie des enfants sourds ne sont pas scolarisés, certains ne dépassent pas le primaire ou le secondaire et seulement un petit nombre atteint l'université.
Il existe 70 écoles où une aide est apportée aux enfants sourds. Sur les onze écoles spéciales pour les sourds, neuf utilisent la LSP tandis que les deux autres pratiquent l'oralisme et utilisent seulement l'espagnol. La langue des signes utilisée par les enseignants dans les écoles est apparemment différente de celle utilisée par la majorité de la communauté sourde. Même si le gouvernement tente d'intégrer les élèves sourds dans les programmes d'enseignement ordinaires, la communauté sourde reste très attachée à la LSP.
Malgré les efforts du gouvernement, en 2011, seulement 30 personnes sont interprètes en LSP au Pérou, pour environ 700 000 personnes avec des troubles de l'audition, selon l'organe constitutionnel indépendant Defensoría del Pueblo.
Des programmes télévisés sont adaptés aux sourds et un dictionnaire de LSP a été édité.
Il existe une association nationale pour les sourds (Asociación de Sordos del Perú, ASP).